# Treehouse of Horror
Treehouse of Horror — перша серія мультсеріалу Сімпсонів присвячена Хелловіну.

## Початкова заставка
Гомер повертається з цукерками у Хелловінську ніч, а в хатинці на дереві діти розказують страшні історії і Гомер вирішує їх послухати.

## Сюжет
Ця серія складається з трьох історій.

### Будинок поганих снів
Сімпсони переїжджають у великий старовинний будинок, але зразу ж вважають що тут щось не так. Літаючі книги, кривава кухня, портал у інший вимір. Сімпсони дізнаються, що цей будинок побудований на старовинному індійському кладовищі і вони відчувають присутність зла у цьому будинку. Вночі вони намагаються вбити один одного, але їх зупиняє Мардж. Вона дізнається, що будинок живий і починає з ним сперечатися. Він попросив Сімпсонів вийти — і дати йому подумати, чи краще жити з Сімпсонами. Він вирішує знищити себе і відпустити Сімпсонів.

### Прокляті голодні
Коли Гомер смажив барбек'ю, до будинку Сімпсонів підлітає літаюча тарілка. Вона забирає Сімпсонів, але інопланетяни Канг і Кодос кажуть що не хочуть завдавати Сімпсонам шкоди. Вони показують Сімпсонам усю тарілку, де є супутникове телебачення, електронні ігри і багато їжі, яку готує іншопланетянин-кухар. І лише Ліса відчуває, що тут щось не так. Вона таємно пробирається на кухню інопланетян. Там вона знаходить книгу про те, як готувати людей. Інопланетяни кажуть, що там багато космічної пилюки, але Сімпсони вимагають повернути їх на землю. Засмучені інопланетяни виказали свою жалість і повернулися на свою рідну планету. Ліса закінчила цю історію словами: «Так, на цій тарілці були прибульці, і чесно кажучи, ними були ми.» На це Мардж відповідає: «Лісо, ти занадто розумна.»

### Ворон
Пародія на твір Едгара Аллана По «Ворон» з віршованим підтекстом. Людина років сорока, чоловічої статі, ім'я якого невказано, переживає смерть своєї коханої дівчини Ленор. Раптом у його дім залітає чорний ворон, який знає лише фразу «Більше ніколи» — і знущається з чоловіка. Той, сидячи на землі під книжками дивиться на злу постать ворона, яка сидить на шафі та говорить «Більше ніколи».

## Кінець
Діти з Гомером повертаються у дім, кажучи, що їх нічого не налякає, а Гомер вночі побачив за вікном ворона і закінчив серію такими словами: «Ненавиджу Хелловін».